# 卡皮唐
卡皮唐是巴西南大河州的一个市镇。总面积74.619平方公里，总人口2595人，人口密度34.8人/平方公里。